# Lučina (Ćićevac)
Lučina (Servisch cyrillisch Лучина) is een plaats in de Servische gemeente Ćićevac. De plaats telt 927 inwoners (2002).